# Кезма, Александр Гаврилович

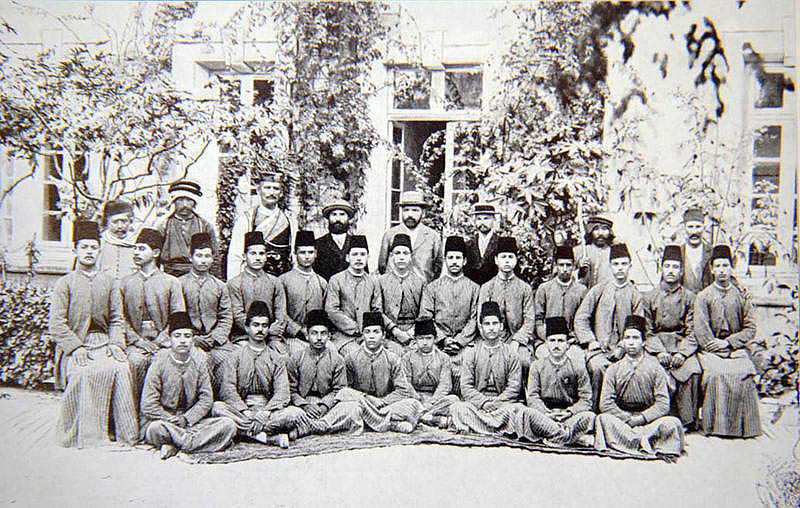
Воспитанники старшего класса мужской учительской семинарии в Назарете вместе с директором — А. Г. Кезмой. 1907 г.

Алекса́ндр Гаври́лович Ке́зма (при рождении Искандер Джебраил Кезма; 1860, Дамаск — 1935, Назарет) — деятель русского присутствия в Святой Земле, член Императорского православного палестинского общества (ИППО), главный деятель образовательной системы школ ИППО в Палестине.

## Биография
Исканде́р Джубраи́л (Александр Гаврилович) Кезма родился в Сирии в городе Дамаске в 1860 году, в арабской, христианской семье православного исповедования.
Родители послали талантливого ребёнка учиться в Россию.
В 1881 году заканчивает Санкт-Петербургскую духовную семинарию, а затем по ходатайству митрополита Московского и Коломенского Макария (Булгакова) получает содержание от Синода и учится в Московской духовной академии до 1883 года.
Оставляет учёбу для службы в открывшихся школах Православного палестинского общества.
В 1883—1885 гг. преподаёт в школе ИППО в Бейруте и подчиняется Российскому Императорскому генконсулу в Бейруте К. Д. Петковичу, поскольку греческая Иерусалимская Патриархия не сразу соглашалась на создание ряда русских школ в окрестностях Иерусалиме. После урегулирования всех вопросом между руководством Общества и греческой патриархией, А. Г. Кезма возглавил работу первых школ ИППО, открывшихся в Галилее и также открывшегося в 1886 году в Назарете мужского пансиона, которая в 1889 году преобразуется в учительскую семинарию. Младший брат Александра Гавриловича — Тауфик Кезма, заканчивает Назаретскую семинарию в 1896 году, затем переезжает в Киев, где становится известным историком-арабистом.
В 1888 году за активную деятельность в развитии школ Императорского православного палестинского общества, награждён орденом св. Станислава 3-й степени.
Ещё в Бейруте Кезма начинает работу над переводом учебника Закона Божьего с русского на арабский язык. За несколько лет своей преподавательской работы он успевает сделать перевод и издание нескольких книг, пособий и методических разработок для русских школ ИППО. Способствовал максимальному преодолению языкового и культурного барьера между русскими и арабскими учителями и учениками. А. Г. Кезма становится главным деятелем образовательной системы ИППО.
А. Г. Кезма постоянно поднимал вопрос о строительстве собственного здания учительской семинарии в связи с увеличивающимся потоком учеников и возрастающим качеством обучения. Для этих целей, вместе с Иерусалимским архитектором и своим другом Г. Франгией, самостоятельно спроектировал план будущего здания. В 1913 году принимает участие в съезде учителей палестинских школ ИППО. В 1914 году в виду военных действий семинария приостанавливает свою деятельность, а А. Г. Кезма остаётся в это время единственным официальным представителем ИППО в Галилее.
С 1914 года активно помогает сохранить русское имущество членам ИППО, оставшимся в Святой Земле и не пожелавшим вернуться в охваченную революцией Россию. Являлся представителем ИППО в Галилее при управляющем русскими подворьями ИППО — Н. Р. Селезневе (1919—1925), а затем при В. К. Антипове (1925—1935). Скончался в 1935 году в городе Назарете.